# Залог при Шкофљици
Залог при Шкофљици (словен. Zalog pri Škofljici) је насељено место у општини Шкофљица, Средњесловенска регија, Словенија.

## Историја
До територијалне реорганизације у Словенији био је у саставу града Љубљане, односно старе општине Вич–Рудник.

## Становништво
У попису становништва из 2011. године, Залог при Шкофљици је имао 138 становника.
| Број становника према пописима | Број становника према пописима | Број становника према пописима |
| ------------------------------ | ------------------------------ | ------------------------------ |
| 1991                           | 2002                           | 2011                           |
| 96                             | 103                            | 138                            |

Напомена: До 1955. исказивано под именом Залог. Године 2012. извршена је мања размена територија између насеља Шкофљица и Залог при Шкофљици.